# Vado Ligure
Vado Ligure é uma comuna italiana da região da Ligúria, província de Savona, com cerca de 7.963 habitantes. Estende-se por uma área de 23 km², tendo uma densidade populacional de 346 hab/km². Faz fronteira com Bergeggi, Quiliano, Savona, Spotorno, Vezzi Portio.
Era conhecida como Vada Sabatia no período romano.

## Demografia
| Variação demográfica do município entre 1861 e 2011                               |
|                                                                                   |
| Fonte: Istituto Nazionale di Statistica (ISTAT) - Elaboração gráfica da Wikipedia |